# Нина Симон
Нина Симо́н (англ. Nina Simone, настоящее имя Юнис Кэтлин Уэймон, англ. Eunice Kathleen Waymon, 21 февраля 1933 — 21 апреля 2003) — американская певица, пианистка, композитор, аранжировщица.
Придерживалась джазовой традиции, однако использовала самый разный музыкальный материал, сочетала джаз, соул, поп-музыку, госпел и блюз, записывала песни с большим оркестром.

## Биография
Нина Симон родилась в штате Северная Каролина. Будучи шестым ребёнком в бедной семье с восемью детьми, она начала играть на фортепиано в возрасте трёх лет. Первой песней, которую она выучила, стала «God Be With You, Till We Meet Again». Демонстрируя свой талант, она стала выступать в местной церкви. Но её первый концертный дебют состоялся в возрасте двенадцати лет. Позже Симон рассказывала, что её родители, занявшие места в переднем ряду, были вынуждены уйти на задние, чтобы освободить места для белых. Симон отказывалась играть до тех пор, пока её родителям не разрешили вернуться на свои места. Позже этот инцидент поспособствовал её участию в движении за гражданские права.
Ей удалось получить образование в нью-йоркском колледже Juilliard School of Music, считавшемся престижным. Начав в 1953 году карьеру пианистки в ночных клубах Атлантик-Сити, она взяла псевдоним в честь своей любимой актрисы Симоны Синьоре. В начале 1960-х она подготовила сборник композиций Дюка Эллингтона, блюзовые баллады из бродвейских мюзиклов. В конце 50-х она уже записала 10 альбомов. Симон выступала на концертах не только как певица с удивительно богатым и гибким вокалом, но также как пианистка, танцовщица и актриса.
В 1965 году вышел самый успешный альбом I Put a Spell on You, в который вошли её самые популярные хиты: «I Put a Spell on You» (автор Скримин Джей Хокинс), «Feeling Good» и «Ne me quitte pas».
В 1966 г. последовал диск Wild is the Wind. Эти записи относились скорее к поп-соулу, некоторые критики стали называть её жрицей соула.
Нина Симон была лично знакома с Мартином Лютером Кингом, борцом за права чернокожих американцев. Певица имела чёткую гражданскую позицию и боролась с расовой дискриминацией. Социальная тематика всегда присутствовала в творчестве «жрицы соула»: неравноправие, дискриминация и унижения проходили «красной нитью» через её песни.
После убийства Медгара Эверса, другого активиста борьбы за гражданские права, а также после убийства четырёх чернокожих детей появилось произведение «Mississippi Goddam». Песни этой же тематики, такие как «Pirate Jenny», интерпретация песни Жака Бреля «Ne me quitte pas» стали классическими.
В 1968 году она выпустила сингл — политически заострённую песню «Ain’t Got No» из хиппи-мюзикла «Волосы». К этому времени пресса обсуждала капризное поведение певицы на сцене.
Песни из её репертуара в дальнейшем пелись также другими исполнителями и становились хитами. Это, например «Don’t Let Me Be Misunderstood», впоследствии рок-хит группы «The Animals». Известная в её исполнении песня «The House of the Rising Sun» также стала хитом в исполнении «The Animals». Песня «I Put a Spell on You» оказала влияние на вокальные партии в хите «Michelle» группы «The Beatles».
Альбомы конца 1960-х были не такие эклектичные и непредсказуемые, как её ранние альбомы.
В 1970 году Симон объявила о том, что разочарована американским шоу-бизнесом, и удалилась на Барбадос. Остаток жизни провела во Франции.
С 1970 по 1978 годы она подготовила семь студийных работ, сборник песен под собственный аккомпанемент. После долгого перерыва в 1993 году вышел последний альбом с новым материалом: «A Single Woman».
Последние годы Нина Симон страдала от рака молочной железы, что в итоге и стало причиной её смерти в апреле 2003 года. Она скончалась во сне в своём доме в городке Карри-ле-Руэ на юге Франции в возрасте 70 лет.
За свою карьеру Нина Симон выпустила 170 студийных и концертных альбомов и синглов, исполнила более 320 песен.

## Активизм
Осознание Симон расового и социального дискурса было вызвано ее дружбой с чернокожей писательницей-драматургом Лоррейн Хэнсберри. Симон заявила, что во время ее бесед с Хансберри «мы никогда не говорили о мужчинах или одежде. Это всегда были Маркс, Ленин и революция — настоящие девичьи разговоры». Влияние Хансберри посеяло семена для провокационных социальных комментариев, которые стали ожиданием в репертуаре Симон. Один из самых обнадеживающих гимнов активности Нины «Быть молодым, одаренным и черным» был написан совместно с Уэлдоном Ирвином в годы, последовавшие за кончиной драматурга, и получил название одной из неопубликованных пьес Хансберри. В круг общения Симон входили известные черные левые, такие как Джеймс Болдуин, Стокли Кармайкл и Лэнгстон Хьюз: тексты ее песни «Backlash Blues» были написаны последним
Нина Симон была лично знакома с Мартином Лютером Кингом, борцом за права чернокожих американцев. Певица имела четкую гражданскую позицию. Она боролась с расовой дискриминацией против темнокожих, за что её саму прозвали «Мартином Лютером в юбке». Социальная тематика всегда присутствовала в её творчестве: неравноправие, дискриминация и унижения проходили красной нитью по её песням.
Социальный комментарий Симон не ограничивался движением за гражданские права; песня «Четыре женщины» (Four Women) разоблачила евроцентрические стандарты внешнего вида, установленные для чернокожих женщин в Америке, поскольку в ней исследовалась внутренняя дилемма красоты, которая возникает между четырьмя чернокожими женщинами с оттенками кожи от светлого до темного. Она объясняет в своей автобиографии «Я околдовала тебя» (I Put a Spell on You), что цель песни состояла в том, чтобы вдохновить чернокожих женщин определять красоту и индивидуальность для себя без влияния социальных влияний. Чардин Тейлор-Стоун отметила, что, помимо политики красоты, песня также описывает стереотипные роли, которыми исторически ограничивались многие чернокожие женщины: мамушка, трагическая мулатка, секс-работница и сердитая чернокожая женщина.

## Личная жизнь
От брака с Эндрю Страудом у Нины Симон родилась единственная дочь — Лиза Симона Келли (урожденная Лиза Селеста Страуд). Певица, композитор и актриса, известная своими работами на Бродвее, так же является исполнительным продюсером документального фильма Netflix — «What Happened, Miss Simone?» (2015).

## Психическое здоровье
Нине Симон поставили диагноз биполярное расстройство в конце 1980-х годов. Она была известна своим темпераментом и вспышками агрессии. В 1985 году Симон выстрелила из пистолета в руководителя звукозаписывающей компании, которого обвинила в краже авторских гонораров. Симон сказала, что «пыталась убить его», но «промахнулась». В 1995 году, живя во Франции, ранила сына своего соседа из пневматического пистолета после того, как смех мальчика нарушил ее концентрацию, и она восприняла его реакцию на ее жалобы как расовые оскорбления; она была приговорена к восьми месяцам тюремного заключения, которое было приостановлено до психиатрической экспертизы и лечения.
По словам биографа, Симон принимала лекарства с середины 1960-х годов и далее, хотя об этом, предположительно, было известно только небольшой группе близких людей. После ее смерти лекарство было подтверждено как антипсихотический Трилафон, который друзья и опекуны Симон иногда тайно подмешивали ей в пищу, когда она отказывалась следовать своему плану лечения. Этот факт скрывался от общественности до 2004 года, когда биография «Сломайся и выпусти все это наружу» (Break Down and Let It All Out), написанная Сильвией Хэмптон и Дэвидом Натаном, была опубликована посмертно. Певица и автор песен Дженис Йен, бывшая подруга Симон, рассказала в своей автобиографии «Дитя общества: моя автобиография» (Society’s Child: My Autobiography) о двух случаях, иллюстрирующих непостоянство Симон: один случай, когда она под дулом пистолета заставила кассира обувного магазина забрать пару сандалий, которые она уже носила; и другой, в котором Симон потребовала от Йен выплату роялти в обмен на запись одной из песен Йен, а затем вырвала телефон-автомат из стены, когда ей отказали.

## Дискография

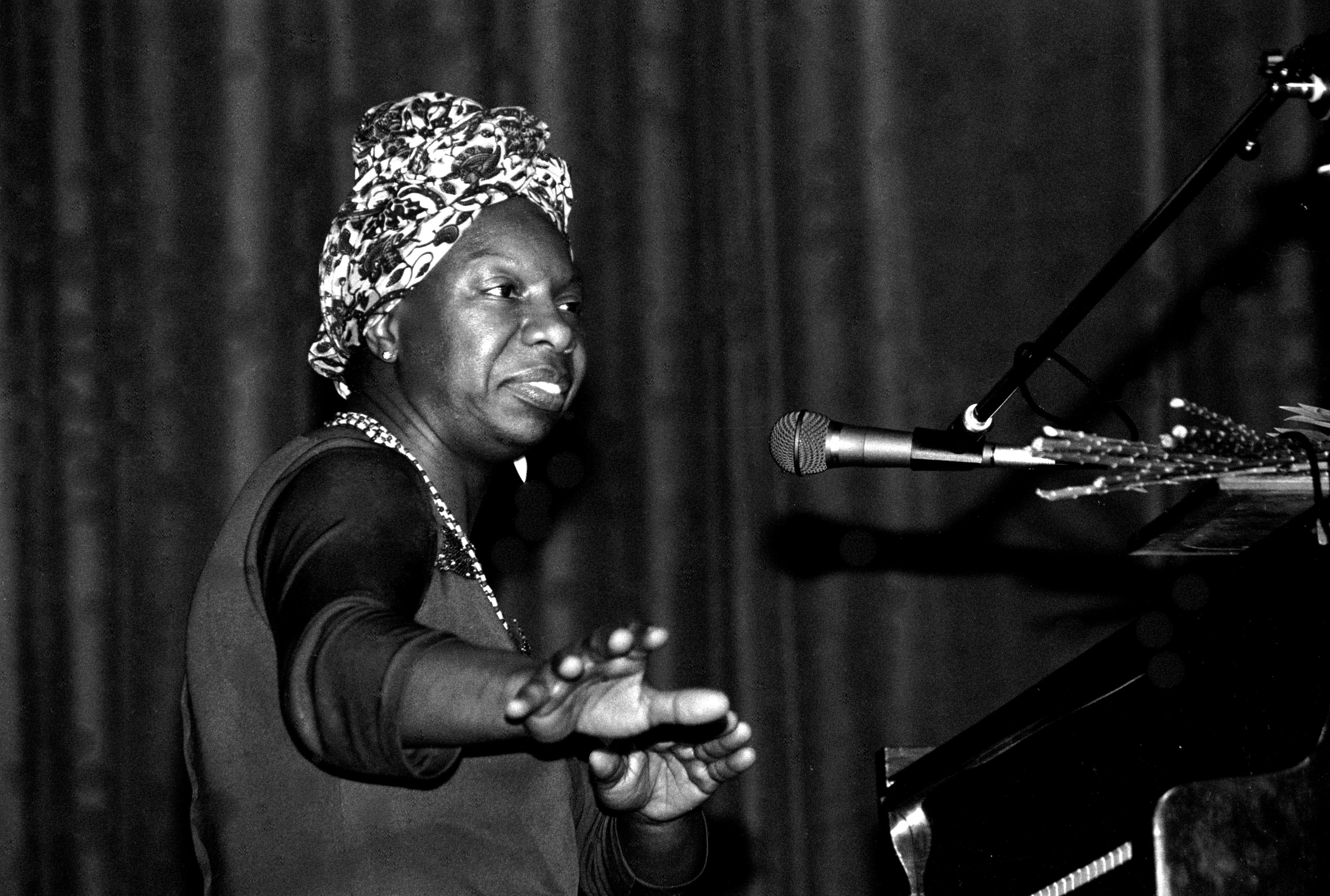
Нина Симон на концерте в Морле в 1982 году

### Альбомы
- Little Girl Blue (1957)
- Nina Simone and Her Friends (1957)
- Jazz as Played in an Exclusive Side Street Club (1958)
- My Baby Just Cares for Me (1959)
- The Amazing Nina Simone (Colpix, 1959)
- Nina Simone at Town Hall (Colpix, 1959)
- The Original Nina Simone (1959)
- Nina Simone at Newport (Colpix, 1960)
- Forbidden Fruit (Colpix, 1961)
- Nina at the Village Gate (Colpix, 1962)
- Nina Simone Sings Ellington! (Colpix, 1963)
- Nina Simone at Carnegie Hall (Colpix, 1963)
- Nina’s Choice (1963)
- Folksy Nina (Colpix, 1964)
- Nina Simone in Concert (Philips, 1964)
- Broadway. Blues. Ballads (Philips, 1964)
- I Put a Spell on You (Philips, 1965)
- Pastel Blues (Philips, 1965)
- Nina Simone with Strings (Colpix, 1966)
- Let It All Out (Philips, 1966)
- Wild is the Wind (Philips, 1966)
- High Priestess of Soul (Philips, 1967)
- Nina Simone Sings the Blues (RCA Victor, 1967)
- Silk & Soul (RCA Victor, 1967)
- 'Nuff Said! (RCA Victor, 1968)
- Nina Simone and Piano (RCA Victor, 1969)
- To Love Somebody (RCA Victor, 1969)
- Black Gold (RCA Victor, 1970)
- Here Comes the Sun (RCA Victor, 1971)
- Heart & Soul (1972)
- Emergency Ward! (RCA Victor, 1973)
- It Is Finished (RCA Victor,1974)
- Baltimore (1978)
- Fodder on My Wings (Carriere, 1982)
- Nina’s Back (VPI, 1985)
- Let It Be Me (Verve, 1987)
- Live & Kickin' (VPI, 1987)
- A Single Woman (Electra, 1993)
- The Essential Nina Simone" (compilation, RCA, 1993)
- The Rising Sun Collection (compilation, Just A Memory Records, 1994)
- Live at Ronnie Scott’s (Meteor, 1999)
- Sugar in my Bowl: The Very Best 1967—1972